# Lava Records
Lava Records è un'etichetta discografica statunitense appartenente alla Universal Music Group e operativa tramite l'Universal Republic Records.
Nacque dall'accordo tra il dirigente musicale Jason Flom e l'Atlantic Records.

## Artisti correlati
- 30 Miles
- Alysha Brillinger
- Black Veil Brides
- Blue Man Group
- CIV
- Cold
- Course of Nature
- Embrace
- Greta van Fleet
- Jessie J
- Kaile Goh
- Of a Revolution
- Simple Plan
- Skillet
- Skindred
- Sugar Ray
- The Corrs
- The Cult
- The Warning
- Trans-Siberian Orchestra
- Unwritten Law
- Vanessa Williams
- Willa Ford
- Porcupine Tree